# Dumortiera
Dumortiera, rod jetrenjarnica smješten u vlastitu porodicu Dumortieraceae. Postoji devet vrsta

## Vrste
1. Dumortiera calcicola Campb.
2. Dumortiera denudata Mitt.
3. Dumortiera dilatata (Hook. f. & Taylor) Nees
4. Dumortiera hirsuta (Sw.) Nees
5. Dumortiera irrigua (Wilson ex Hook.) Nees
6. Dumortiera nepalensis (Taylor) Nees
7. Dumortiera spathysii (Lindenb.) Nees
8. Dumortiera trichocephala (Hook.) Nees
9. Dumortiera velutina Schiffn.